# Du Fu
Du Fu (kinesisk: 杜甫; pinyin: Dù Fǔ; Wade-Giles: Tu Fu, 712-770) var en adelig kinesisk digter i Tang-dynastiet. Han og Li Bai (Li Po)   bliver kaldt Kinas største digtere. Han var en fremtrædende tjenestemand, til uroen i riget ødelagde de sidste 15 år af hans liv 
- Wikimedia Commons har flere filer relateret til Du Fu

1. ↑  Navnet er anført på kinesisk og stammer fra Wikidata hvor navnet endnu ikke findes på dansk.